# Joey Porter
Joey Eugene Porter (født 22. marts 1977 i Kansas City, Missouri, USA) er en tidligere amerikansk footballspiller, der spiller i NFL som linebacker. Han kom ind i ligaen i 1999 og spillede blandt andet ni sæsoner hos Pittsburgh Steelers.
Porter er tre gange blevet udtaget til NFL's All-Star kamp, Pro Bowl.

## Klubber
- 1999-2007: Pittsburgh Steelers
- 2008-2009: Miami Dolphins
- 2010-2011: Arizona Cardinals